# Pyuridae
Pyuridae là một họ thuộc bộ Stolidobranchia.
Microcosmus và Pyura spp. là hải sản.

## Các chi
- Bathypera
- Bathypyura Monniot & Monniot, 1973
- Boltenia
- Bolteniopsis
- Claudenus Kott, 1998
- Cratostigma
- Ctenyura
- Culeolus
- Halocynthia
- Hartmeyeria
- Herdmania
- Heterostigma
- Microcosmus
- Pyura
- Pyurella